# Kaciaryna Kawalowa
Kaciaryna Anatoljeuna Kawalowa (biał. Кацярына Анатольеўна Кавалёва, ros. Екатерина Анатольевна Ковалёва; ur. 17 lutego 1991 r. w Mohylewie) – białoruska bokserka, brązowa medalistka mistrzostw świata.

## Życie prywatne
Pochodzi z Mohylewa. Ma dwoje rodzeństwa. Jej rodzice rozwiedli się, gdy miała 9 lat. W latach młodzieńczych jej rodzina dostawała za alimenty wysokości 50–100 dolarów amerykańskich. Często sąsiedzi przynosili im jedzenie z powodu braków pieniędzy. Ponieważ była dręczona w szkole, postanowiła zarabiać, chodząc do pracy na niepełnym etacie. Była m.in. wartownikiem na garażach, kelnerką i dozorcą.
Po szkole chciała iść do akademii policyjnej, lecz nie zdołała uzyskać odpowiedniej ilości punktów potrzebnych do zatwierdzenia kandydatury. Postanowiła więc zapisać się do Mohylewskiego Uniwersytetu Państwowego w Mohylewie. Dostawszy ofertę pracy na cztery lata, zabrała dokumenty.

## Kariera
Po rozwodzie rodziców, w wieku 9 lat, chciała spróbować boksu. Początkowo jej matka zaproponowała zacząć od karate i Kaciaryna się zgodziła. Później miała swoją fabułę również w taekwondo, kick-boxingu, boksie tajskim, MMA i boksie.
W 2019 roku wystąpiła na mistrzostwach świata w Ułan Ude w kategorii powyżej 81 kg. Po zwycięstwie w ćwierćfinale z Indyjką Kavitą Chahal przegrała w półfinale z Amerykanką Danielle Perkins po przerwaniu walki w drugiej rundzie przez sędziego.